# Vetrinjski dvor
Vetrinjski dvor spada med najpomembnejše meščanske hiše v Mariboru, leta 1961 je bil uvrščen na seznam najpomembnejših kulturno-umetnostnih spomenikov v Sloveniji, leta 1992 je bil razglašen za  spomenik lokalnega pomena in leta 2001 vpisan v Register nepremične kulturne dediščine.
Začetki izgradnje dvorca segajo v prvo polovico 13. stoletja, najstarejši del stavbnega kompleksa je zahodni trakt, ki skriva za svojimi zidovi obrise prvotne srednjeveške hiše. Dvor je bil najprej v cerkveni lasti – upravni sedež posesti Vetrinjskega samostana. Zaradi gospodarske moči lastnikov in širitve posesti so zgradbo v 16. in 17. stoletju dograjevali, tako da je dobila sklenjeno podobo okrog notranjega dvorišča. Na zahodu ob Vetrinjski ulici so bili nadzidani upravno reprezentančni prostori z dvorno kapelo, ob severni in vzhodni strani pa so bili dograjeni gospodarski objekti.
Leta 1709 je Vetrinjski dvor prešel v plemiško posest. V tem času so zahodno krilo opremili z baročno fasado, glavni vhod pa z grbom plemiških družin Brauner–Rabatta in pozidali vzhodni trakt z nadstropno dvorano, kjer je od leta 1785 do 1806 domovalo prvo mariborsko gledališče. V 19. stoletju je zgradba prešla v meščanske roke, lastništvo so si izmenjevali bogati obrtniki, ki so prostore prilagajali svojim potrebam. Zadnji lastnik do razlastitve po drugi svetovni vojni je bil usnjar Alojz Nasko, po njem tudi ime »Naskov dvorec«.